# Badger (Dakota del Sur)
Badger es un pueblo ubicado en el condado de Kingsbury en el estado estadounidense de Dakota del Sur. En el Censo de 2010 tenía una población de 107 habitantes y una densidad poblacional de 38,94 personas por km².

## Geografía
Badger se encuentra ubicado en las coordenadas 44°29′8″N 97°12′28″O / 44.48556, -97.20778. Según la Oficina del Censo de los Estados Unidos, Badger tiene una superficie total de 2.75 km², de la cual 2.75 km² corresponden a tierra firme y (0%) 0 km² es agua.

## Demografía
Según el censo de 2010, había 107 personas residiendo en Badger. La densidad de población era de 38,94 hab./km². De los 107 habitantes, Badger estaba compuesto por el 100% blancos, el 0% eran afroamericanos, el 0% eran amerindios, el 0% eran asiáticos, el 0% eran isleños del Pacífico, el 0% eran de otras razas y el 0% pertenecían a dos o más razas. Del total de la población el 0% eran hispanos o latinos de cualquier raza.